# Caloptilia azaleella
The Azalea leaf miner (Caloptilia azaleella) là một loài loài bướm thuộc họ Gracillariidae. Đây là loài đặc hữu của Nhật Bản, nhưng đã có mặt khắp thế giới.
Sải cánh từ 10–11 mm. Loài bướm này bay từ tháng 5 tới tháng 10 tùy địa điểm.
Ấu trùng ăn các loài Azalea.

## Hình ảnh

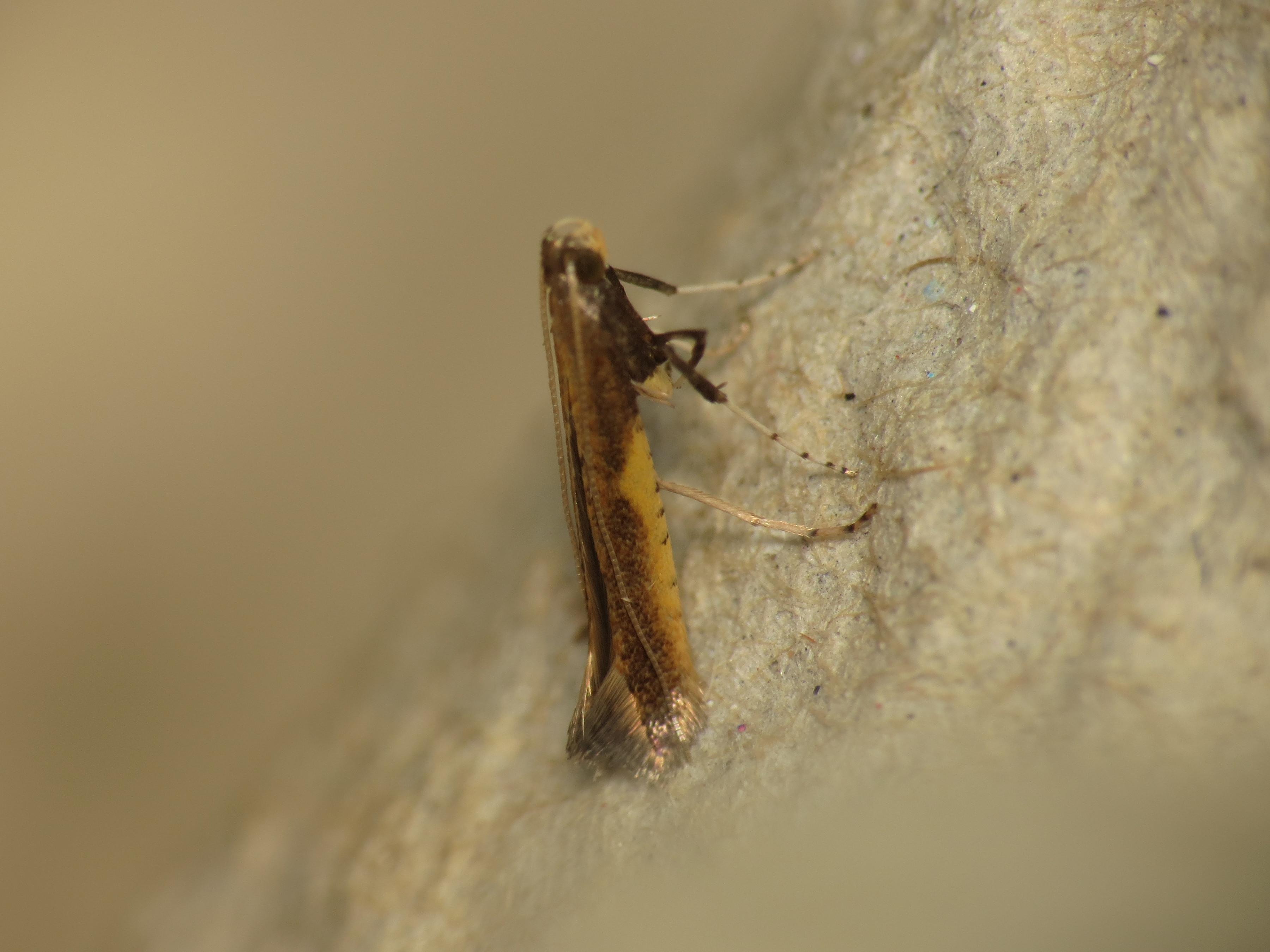
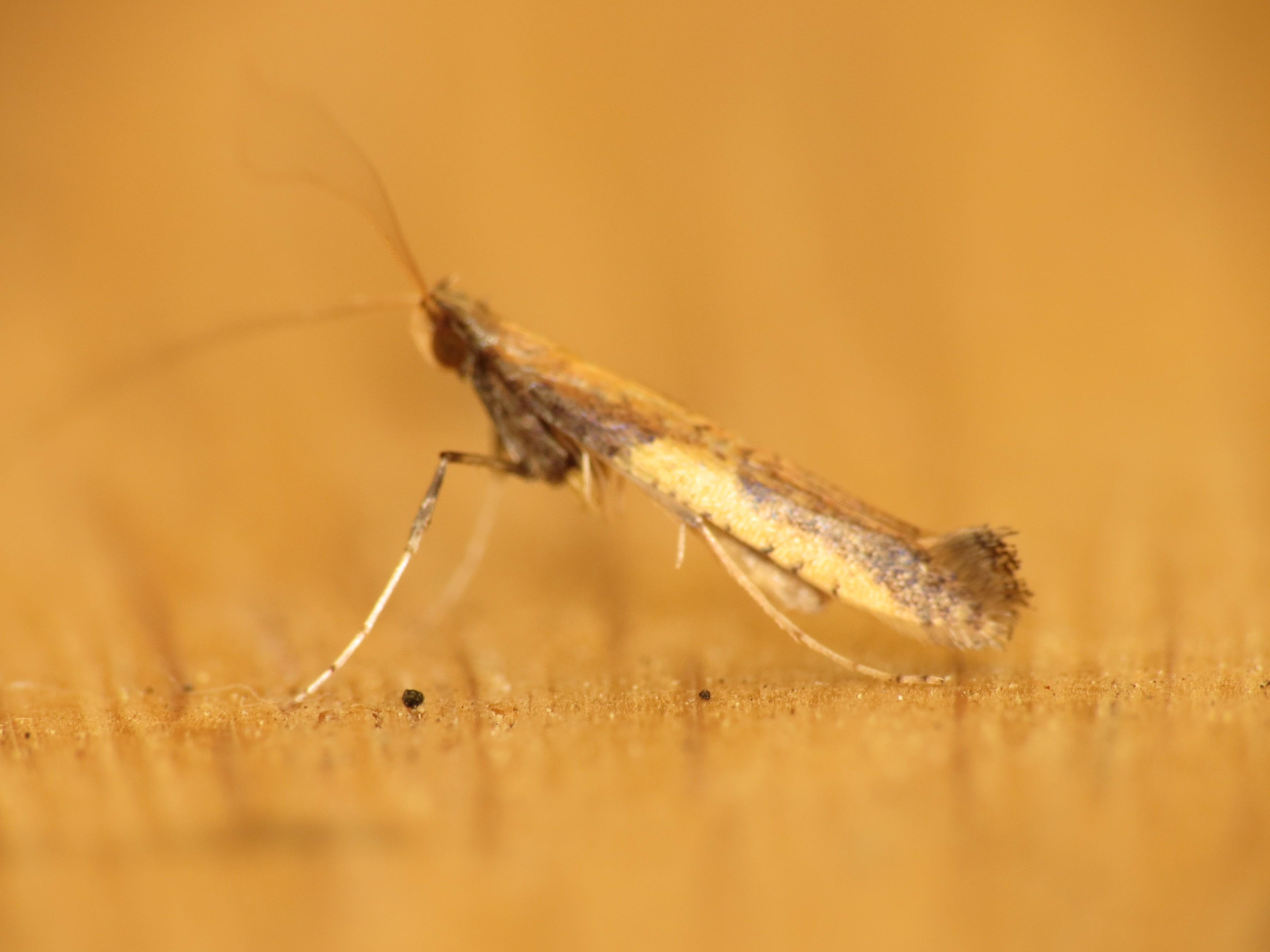
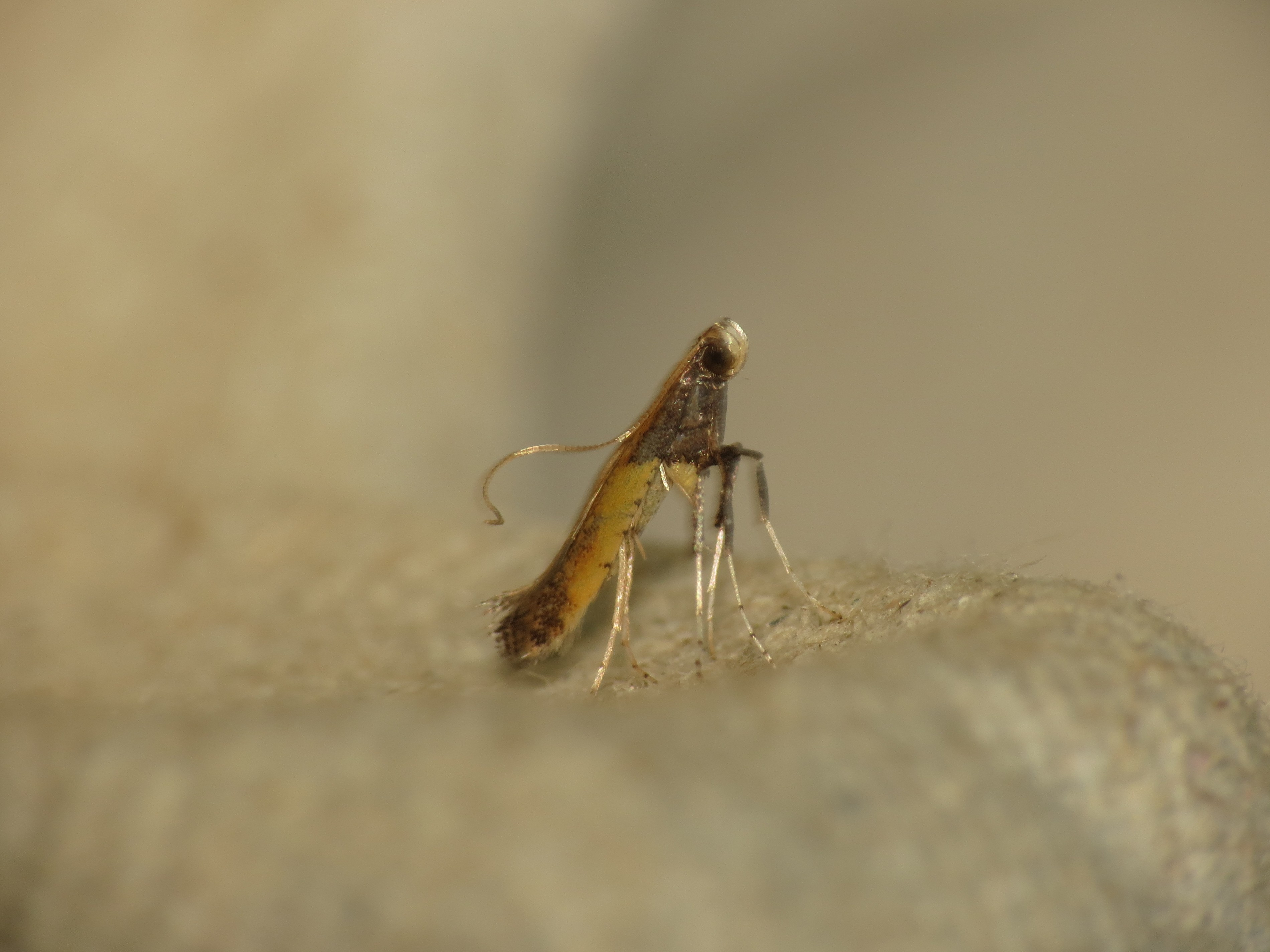